# 別府鉄輪地獄変
別府鉄輪地獄変（べっぷかんなわじごくへん）は、地獄変.comによって制作されたFLASHアニメ作品である。

## 概要
作者は、青木隆志。エンドテロップによると別府大学映研などが協力している。Flashで製作されたアマチュア（作者は、後にプロになっている）の連作アニメシリーズとしての歴史は、かなり古く第一話公開は、2000年秋にまでさかのぼる。当時、1話につき8分超（リメイク版では多少尺が縮んでいる）のアニメは、非常に珍しく注目を浴び、Flashの参考書などにも取り上げられたりしている。一部の作品には、声優によるアフレコが行われた。
マッドサイエンティスト、怪獣モノ、よそのアニメのパロディ、ブラックユーモアが特徴。流血シーンが多発するためか、公開しているサイト上で自ら「PG-12」作品と周知している。

## 登場人物
釘宮かぼす（くぎみや かぼす）
本作の主人公。16歳。通称「かぼすちゃん」。生まれも育ちも大分県別府市。全身が赤褐色になる「ホノメ」というトランス戦闘形態に変身する(ホノメというのは、別府市にある町の名前火売町から）。高校生であり大学サークルである温泉研究会の正式なメンバーではないが、温田君に付き合う形で巻き込まれてしまう。とてもおとなしいと周囲から生理中と誤解（揶揄われる）ことがある。学生服は、別府青山高校の制服がモデル。トランス状態の「かぼす殺（や）っちゃるもん！」がキメ台詞。
ホノメと呼ばれるトランス状態の彼女は、身体能力が非常に高い上に激しい破壊衝動を持っているため元に戻るまで誰にも止められない。ただしシーンによっては、周囲の登場人物と会話したり歌を披露するなど、どの程度、理性が抑えられているのか定かではない。トランス状態になるタイミングとしては、自分自身や温研のメンバーが悲惨な目にあった時、第4話ではプロフェッサーに薬を投与、第6話では飲酒である。12話ではフラッシュスレイヤーでホノメとなった。ホノメという名称は、北の工作員が言及した。
第8話では「恋の大分県」を披露している。
温田カズオ（おんだ かずお）
かぼすの幼なじみ。19歳。通称「温田君」。かぼすちゃん同様別府市出身。温泉研究部所属。毎回グロテスクな目に遭う不幸人。共産党員（第1話）。温研メンバーは、温田君と呼んでいるが、かぼすのみ「かず兄ぃ」と呼んでいる。設定上は、19歳だが何故かもう酒を飲んでいる。第６話では、朝鮮語を披露した。
各話でグロテスクな目に遭った後、次の話までそのままの状態だが、第1話だけ何度も復活している。中でも一番酷いのは第9話のキノコの着ぐるみの中に入れられた時で体は、そのままで巨大変形合体したため血がロボット全体から噴き出した。
プロフェッサー吉川（ぷろふぇっさー よしかわ）
温泉研究部きっての知識人。20歳。出身は、大分市だがオランダ生まれのクリスチャンを自称したことがある。外見は、大きな鼻と高身長で外国人を思わせるが実際は生粋の大分県民。マッドサイエンティストを自称し、かぼすを投薬でトランス状態にしたりロボットを作ってみたりメルモちゃんのキャンデーを持っていたりと謎が多い。また酒豪である。第5話の水着回において肥満体であることが発覚した。グロテスクな目に遭うことは全く無いが、第10話で首を切られてしまう。
ヤプール
温泉研究部部長。21歳。出身は、沖縄県沖縄市。いつも冷静。一番まともと思いきや、酒に酔ってかぼす相手に百合の花を咲かせる意外にダメ人間な面も。グロテスクな目に遭うことは全く無いが、第10話で首を切られてしまう。沖縄県民であるため本土の海には入りたくないと主張した。12話では「ネタが読めたわ」とメタ発言をした。
あおき
騒動の原因。年齢不詳。温泉テロリストと自称してはいるが、実はただの出たがりである。温泉のお湯と彼の小便が混ざると化学反応を起こし、昔のトキハマークの怪獣が誕生する。福岡県北九州市出身だが第4話でゲームに負けたときは大分弁をしゃべる。他作品にもしばしば登場しているがいつも白いブリーフパンツ一枚の姿。数年ぶりに公開された12話のエンディング、13話のYouube動画以外でのミニゲームでは実写のあおき（青木隆志）が登場している。

## 各話の概説
- 第1話「かぼすちゃん奮戦記」（アフレコ版あり）
  - 第1話は、リニューアル版が公開されている。最初に公開された作品と比べ作画が一新され、アフレコが行われ、一部内容にも違いがある。
- 第2話「101匹のあおき大行進」
  - 第2話は、あおきを倒すというミニゲームが登場する。
- 第3話「酒ぶ詩人の会」（アフレコ版あり）
  - 第3話には温研とKKKの飲み比べ大会というミニゲームが登場する。
- 第4話「世界の中心でアイを酒んだケモノ」（アフレコ版あり）
- 第5話「彼女が波の数だけ連れてって」
- 第6話「北の国から'001 前編」
- 第7話「北の国から'001 中編 ～恋のマジカル大分県～」
- 第8話「北の国から'001 後編 」
- 第9話「帰ってきた男」
- 第10話「マジカルかぼすちゃん」（アフレコ版あり）
  - 第10話は、もともと別府鉄輪地獄変シリーズ以前のもの。
- 第11話「誰が為にジングルベルは鳴る」（アフレコ版あり）
- 第12話「Flashは死んだのか」（15年以来のアニメ更新。アフレコ版あり）
- 第13話「HTML5地獄変」（アフレコ版あり）

## 登場勢力
温泉研究会
プロフェッサー、ヤプール、温田の3人からなる大学サークル。温泉研究サークルを名乗っているが実態は、サークルハウスに入り浸り何かにつけて酒を飲もうとしている大学生の集まり。大学生ではないかぼすは、メンバーではないが行動を共にしている。
鹿児島県人会
鹿児島、県人、会の３つの頭文字を取って「KKK」を名乗る。元ネタは、KKKと思われ作中においても言及された。若者の焼酎離れを嘆き、焼酎のメーカーが多い大分県を鹿児島県の植民地にしようと画策する覆面の筋肉男、三人組。温泉研究部の面々と呑み比べをするが惨敗（作中のミニゲームにこちらが負けても勝ちということになる）し、懲りずに実力行使に出るがホノメの前に惨敗。一人が胴体真っ二つ、一人がかぼすに喰われてしまった。
北０鮮の工作員拉致担当班
温泉研究部の合宿に着いて来た温田とかぼすを拉致しようと画策するも宇佐高校野球部とホノメ（かぼす）の前に失敗する。かぼすの歌う「恋の大分県」のミュージックに乗せてほぼ全滅してしまった。
宇佐高校野球部
「USA校ナイン」を名乗る。安保理条約に則り、密入国した北の工作員を迎え撃ったが面倒な時は居留守を使っている。第8話では反撃できず逃げ回るだけの工作員たちを倒すのが面倒との理由でアトミックホームランと呼ばれる技を使用している。この技は、明確に核兵器であることが作中で明言された。

## 制作者
制作者の青木隆志は現在、Flashアニメ専門スタジオボイラーの代表。ホームページ用のアニメCMというビジネスモデルや携帯Flashの制作を手がける。